# A tutta festa
A tutta festa è stato un programma televisivo italiano andato in onda il sabato in prima serata su Canale 5 dal 28 marzo al 25 aprile 1998 per cinque puntate, con la conduzione di Lorella Cuccarini e Marco Columbro.

## La trasmissione

### Ideazione
La trasmissione era stata voluta dall'allora direttore di Canale 5 Maurizio Costanzo e ideata da Silvio Testi insieme alla moglie Lorella Cuccarini, anche presentatrice del varietà; protagonista maschile dello spettacolo avrebbe dovuto essere Fiorello, che tuttavia rinunciò alla trasmissione a causa di alcuni problemi di salute, venendo così sostituito da Marco Columbro, storico partner della Cuccarini nei varietà di Canale 5 degli anni novanta.

### Il format
La cinque puntate della trasmissione rappresentavano ciascuna una differente festa a tema alla quale partecipavano sia i conduttori che diversi personaggi noti i quali partecipavano alla "festa" attraverso travestimenti, coreografie, musical e parodie di pellicole cinematografiche, esibizioni di danza e partecipando a momenti di spettacolo. Tra i momenti ricorrenti era quello del Cuccarello, sigla della trasmissione, un ballo di gruppo inventato da Lorella Cuccarini.
Facevano parte del cast fisso il gruppo comico della Premiata Ditta e il maestro Peppe Vessicchio, che animava la parte musicale della trasmissione dirigendone l'orchestra. Le coreografie erano di Franco Miseria, mentre i costumi erano di Luca Sabatelli e la regia di Egidio Romio.

### I temi delle serate
La puntata d'esordio, trasmessa il 28 marzo 1998, era dedicata ai personaggi della finzione e tra gli ospiti si ricordano Brigitte Nielsen e Yuri Chechi nei panni di Tarzan e Jane e Walter Zenga travestito dall'Uomo Ragno. La successiva, trasmessa il 4 aprile, era invece a tema "Il trucco c'è e si vede" ed era quindi dedicata al mondo del trasformismo e travestitismo, e ha avuto tra gli ospiti Pippo Baudo, Alba Parietti, Amanda Lear, Sandra Milo, Leone Di Lernia e Ray Lovelock; è stata messa in scena anche una sfilata di body painting, della quale Vittorio Sgarbi è stato giudice, e si è conclusa con una sfilata di drag queen. A seguire, nella terza puntata dell'11 aprile, l'appuntamento è stato dedicato agli stranieri che hanno fatto successo in Italia ed era intitolato "È qui l'America"; tra i protagonisti della serata, Mal, Idris, Wendy Windham, Sammy Barbot, Ramona Badescu, Wess, i Dik Dik, Dan Peterson e Mino Reitano, co-protagonisti del musical della serata ispirato a West Side Story insieme ai conduttori.
Il quarto appuntamento, trasmesso il 18 aprile, era incentrato su "La febbre del sabato sera", con i conduttori travestiti dai protagonisti del noto film, Tony Manero e Stephanie Mangano, che hanno reinterpretato la pellicola sotto forma di musical insieme a Adriano Pappalardo, Alvaro Vitali, Nadia Rinaldi, Minnie Minoprio, Aldo Biscardi, I Cugini di Campagna e Mal; altri ospiti della serata sono stati Tinto Brass (giudice di una gara tra cubiste), Walter Nudo, Lola Pagnani e Sandro Paternostro con Nadia Cassini nei panni di Michael Jackson e Madonna.
L'ultima serata, trasmessa il 25 aprile, era invece dedicata a "Le strane coppie" e vedeva come ospiti Claudio Brachino, Raz Degan, Marco Bellavia, Danny Quinn, Gigi Marzullo, Nadia Bengala, Lorenza Mario, Federica Moro, Nathalie Caldonazzo ed Elisabetta Ferracini.